# Schloss Schwindegg

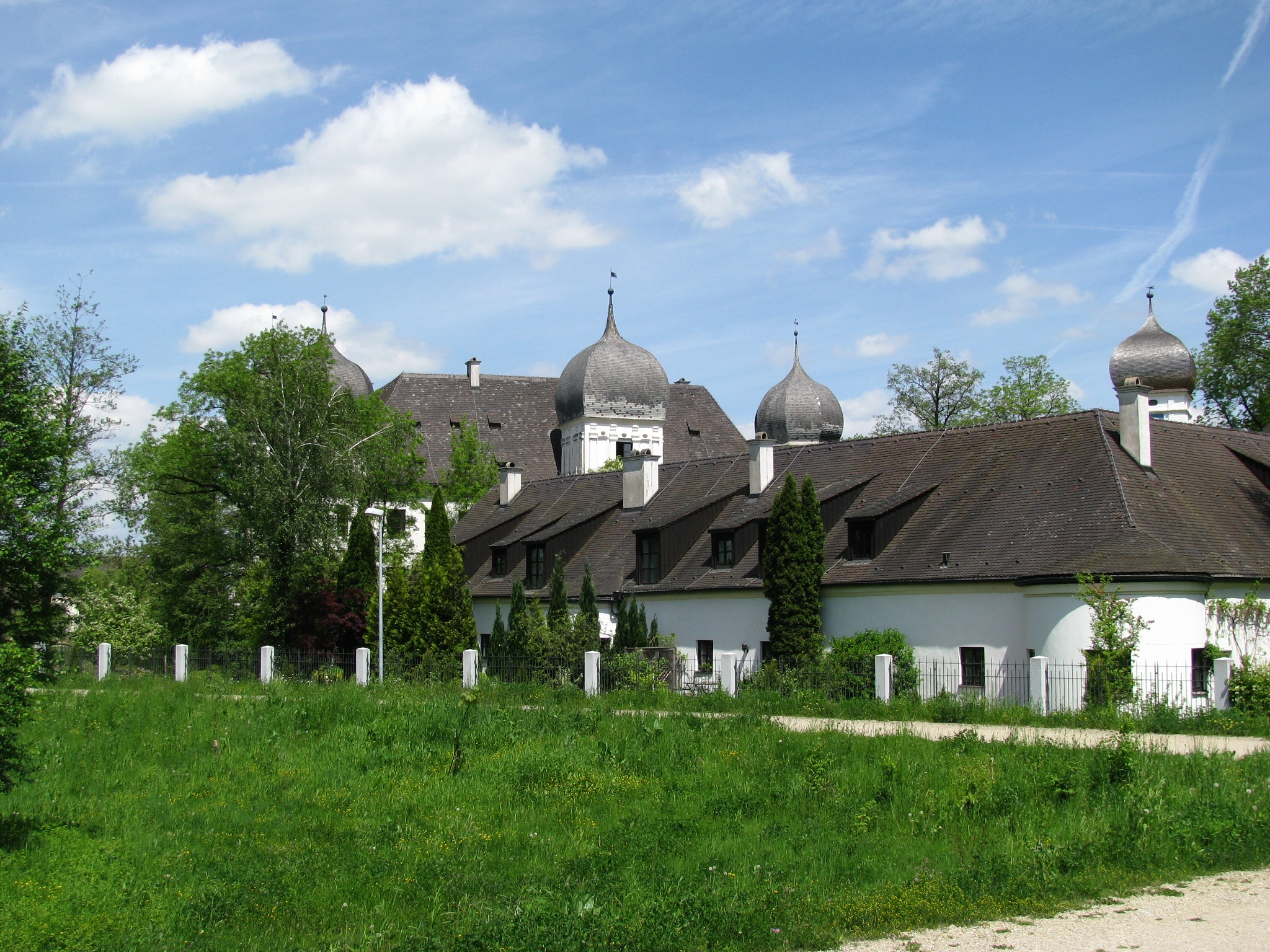
Schloss Schwindegg

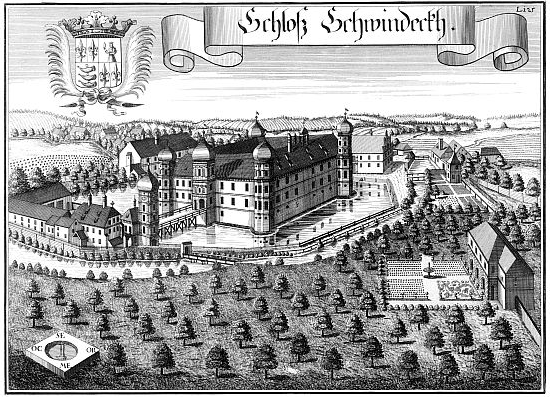
Schloss Schwindegg nach einem Stich von Michael Wening (1720)

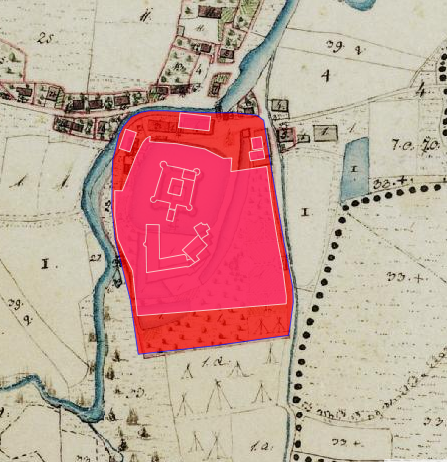
Lageplan von Schloss Schwindegg auf dem Urkataster von Bayern

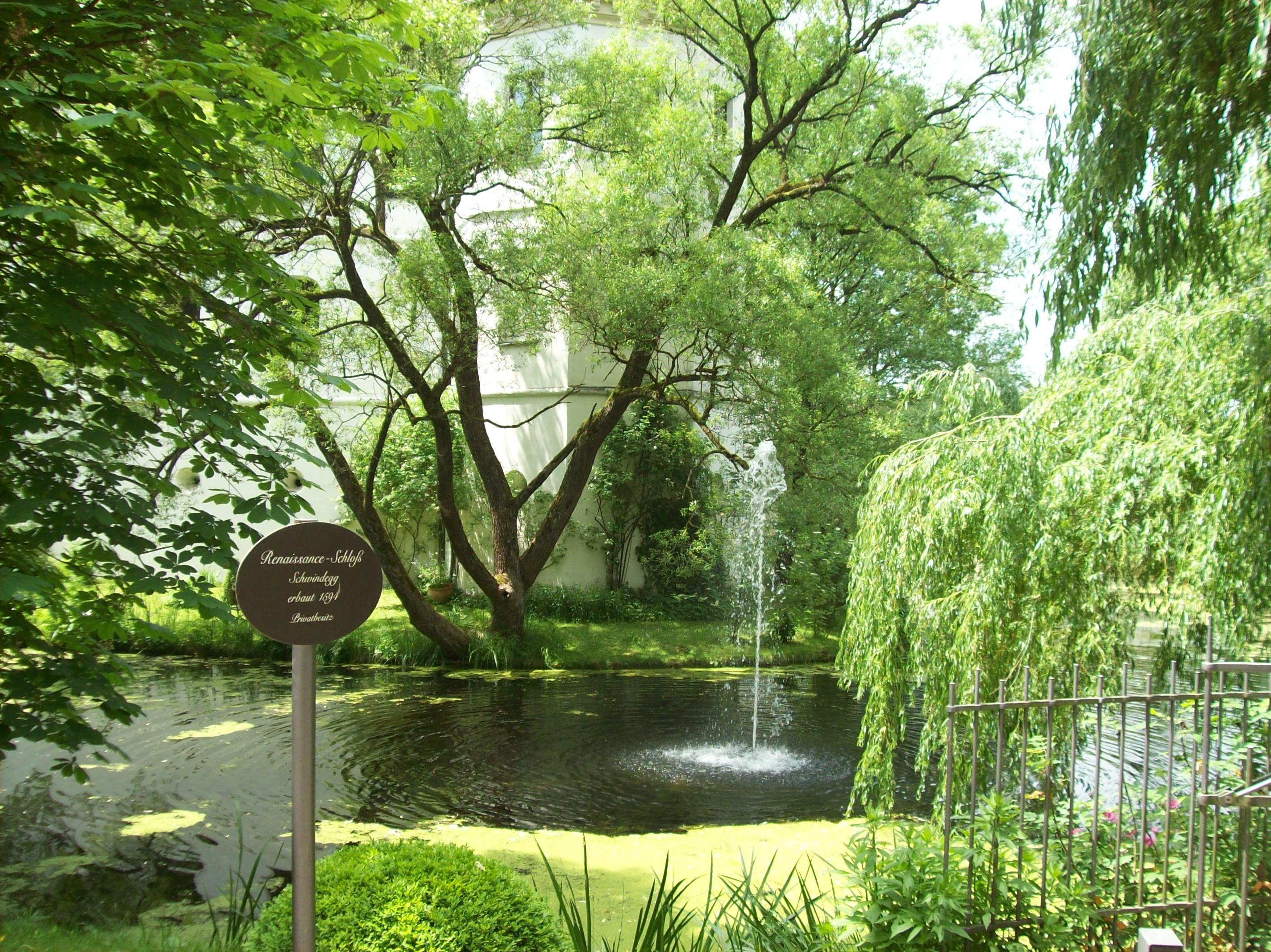
Gedenktafel bei der Einfahrt zum Schloss Schwindegg

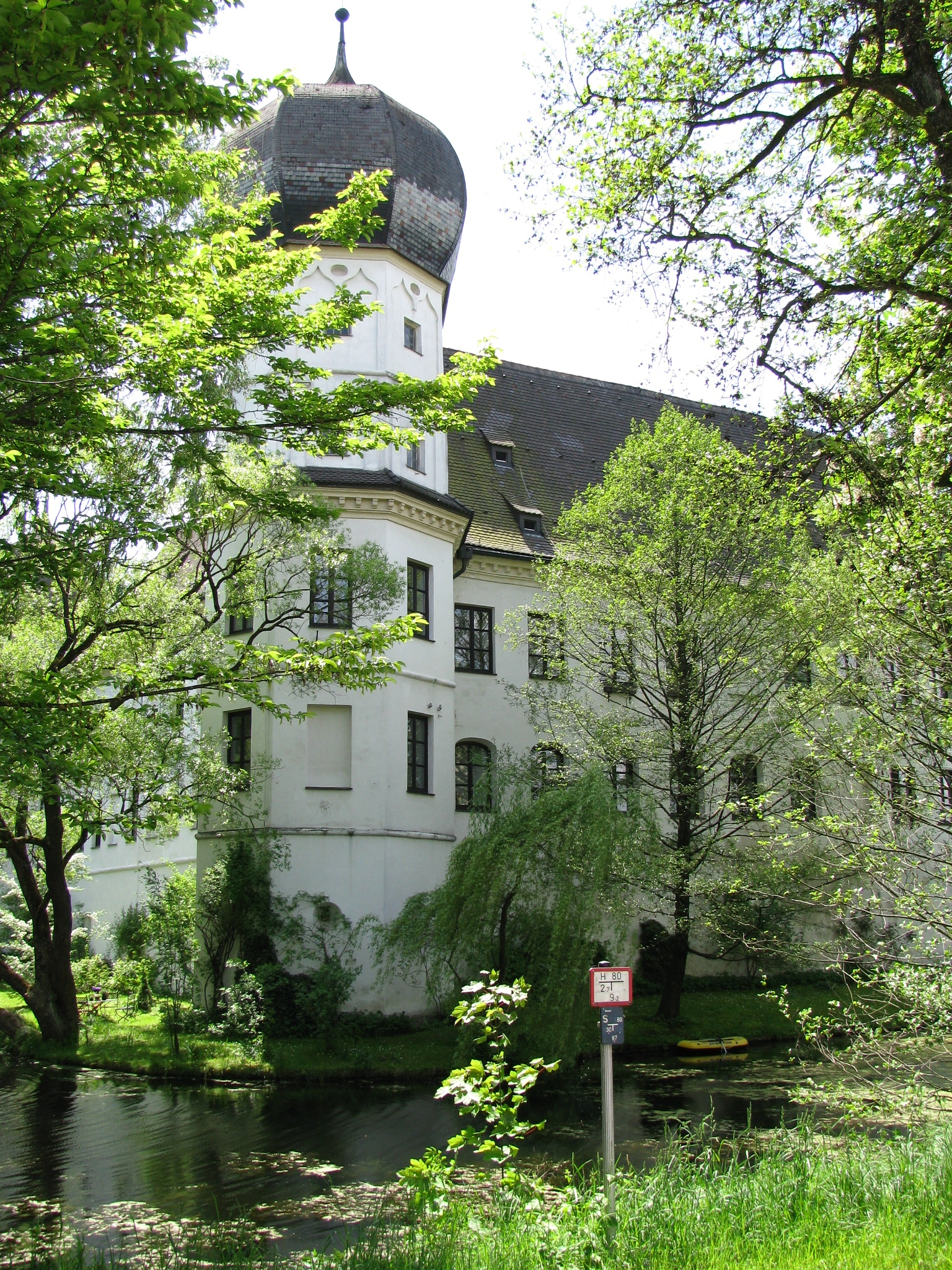
Nordostturm

Schloss Schwindegg ist ein Renaissance-Wasserschloss in der Ortsmitte von Schwindegg, einer ländlichen Gemeinde im oberbayerischen Landkreis Mühldorf am Inn. Als Hofmarkschloss war es Herrensitz der Hofmark Schwindegg. Es liegt unmittelbar östlich der Goldach.

## Geschichte
Bereits im 14. Jahrhundert gab es in Schwindegg einen Herrschaftssitz. 1389 war Friederich von Tättenpeck erster urkundlich erwähnter Besitzer. Im Jahr 1394 wurden die Herren von Fraunhofen Eigentümer, eine bayerische Adelsfamilie mit Stammsitzen in Alt- und Neufraunhofen im Landkreis Landshut. In ihrem Besitz blieb Schwindegg über 100 Jahre lang. Im Jahr 1504 wurde das Schloss im Landshuter Erbfolgekrieg niedergebrannt. Jakob I. von Fraunhofen war der letzte männliche Vertreter seiner Familie auf Schwindegg. Über seine Tochter Anna kam die Herrschaft an ihren Ehemann Ulrich Marschall von Pappenheim († 1539), der 1518 von Kaiser Maximilian I. mit der Herrschaft Schwindegg belehnt wurde. 1553 wurde Annas Sohn Veit zu Pappenheim Besitzer der Hofmark Schwindegg. 1591 verkaufte der in Schwindegg geborene Veit zu Pappenheim das Anwesen samt Schloss an den Ritter Sebastian von Haunsperg.
Der geschlossene Vierflügelbau mit Ecktürmen und Torturm wurde 1594 bis 1620 von Sebastian und seinem Erben Ferdinand von Haunsperg auf mittelalterlichen Grundmauern erbaut. Zum Schloss gehört das sogenannte Vorschloss (ehemaliger Wirtschaftshof) mit zwei Stalltrakten aus der Zeit um 1750 und der Schlosspark aus dem 19. Jahrhundert.
Seit 1816 war das Schloss im Besitz der Familie von Moreau. Deren Patrimonialgericht I. Klasse wurde mit der Revolution von 1848 aufgelöst.
1851 kaufte der ehemalige Verwalter Josef Fischer das Schloss. 1912 übernahm es der Kyffhäuserbund und der Bayerische Veteranen- und Kriegerverein und nutzte es als Erholungsheim, später diente es als SA-Führerschule. 1945 wurde es Sitz des Kreiskrankenhauses des Landkreises Mühldorf. Das Schloss befindet sich seit 1956 in Privatbesitz und ist nicht öffentlich zugänglich. Von 1959 bis 1968 führten die Ursulinen hier eine Hauswirtschaftsschule.
1980 wurde der Gesamtkomplex von Franz Schilke zu einer Eigentumswohnanlage im Rahmen einer Bauherren-Gesellschaft umgebaut.

Äußerer Schlosshof

Innerer Schlosshof mit Arkaden

## Baubeschreibung
Sehenswert sind das mächtige Wasserschloss sowie das Schlossensemble. Der Charakter der Anlage erschließt sich bei einem Spaziergang beginnend an der ehemaligen Schlossgaststätte, entlang der Goldach nach Süden und zurück um das Pflegeheim des Collegium Augustinum, auf dem Gehweg entlang der Rimbachstraße.
Sehenswert sind auch die Gebäude direkt um das Schloss, allesamt stattliche, ehemalige Wohn- oder Wirtschaftsgebäude aus dem 17. und 18. Jahrhundert, die zum geschützten Schlossensemble gehören.
Die Schlossanlage ist als Baudenkmal in der Denkmalliste für Schwindegg beim Bayerischen Landesamt für Denkmalpflege gelistet. Die Beschreibung lautet:
- Schloss Schwindegg: Bedeutende Renaissance-Anlage; Wasserschloss, geschlossener zweigeschossiger Vierflügelbau mit zwiebelbekrönten polygonalen Ecktürmen, am Nord- und Ostflügel zweigeschossigen Hofarkaden und Torturm, erbaut 1594–1620, auf mittelalterlicher Grundlage
- Ehemalige Schlosskapelle, flachgedeckter Rechteckraum im Nordflügel, um 1730 barockisiert, 1981 profaniert
- Schlossbrücke, 1833
- Vorschloss, ehemaliger Wirtschaftshof mit zwei hakenförmigen Stalltrakten, der westliche bezeichnet mit dem Jahr 1752
- Ehemaliges Hofmarksrichterhaus, zweigeschossiger Halbwalmdachbau mit Putzgliederung, 16./17. Jahrhundert
- Torhaus, zweigeschossiger Walmdachbau und östlich vorgelegter viergeschossiger Torturm mit Glockendach und Durchfahrt, um 1600
- Parkanlage, 19. Jahrhundert – Gesamtkomplex 1980 zu Eigentumswohnanlage umgebaut.

Zudem wird die Anlage als Bodendenkmal unter der Aktennummer D-1-7739-0099 im Bayernatlas als „untertägige spätmittelalterliche und frühneuzeitliche Befunde im Bereich von Schloss Schwindegg und seiner Vorgängerbauten“ geführt.